# Pachchawati
Pachchawati è un centro abitato del Nepal capoluogo della municipalità di Udayapurgadhi situata nel distretto di Udayapur (Provincia di Koshi).
Al censimento del 1991, aveva 6 580 abitanti.